# Volby do Knesetu 1992
Volby do 13. Knesetu se v Izraeli konaly 23. června 1992. Výsledkem bylo vítězství levice vedené Stranou práce Jicchaka Rabina, ačkoliv jejich úspěch lze také přičíst skutečnosti, že množství malých pravicových stran nepřekročilo volební práh a tím propadly hlasy pravice. Voličská účast byla 76,8 %.

## Výsledky
| strana                      | hlasů     | % hlasů | křesel na začátku funkčního období | křesel na konci funkčního období |
| --------------------------- | --------- | ------- | ---------------------------------- | -------------------------------- |
| Strana práce 1              | 906 810   | 34,7%   | 44                                 | 41                               |
| Likud 2                     | 651 229   | 24,9%   | 32                                 | 29                               |
| Merec                       | 250 667   | 9,6%    | 12                                 | 12                               |
| Comet 3                     | 166 366   | 6,4%    | 8                                  | 5                                |
| Národní náboženská strana   | 129 663   | 5,0%    | 6                                  | 6                                |
| Šas 4                       | 129 347   | 4,9%    | 6                                  | 5                                |
| Sjednocený judaismus Tóry 5 | 86 167    | 3,3%    | 4                                  | 0                                |
| Chadaš                      | 62 545    | 2,4%    | 3                                  | 3                                |
| Moledet 6                   | 62 269    | 2,4%    | 3                                  | 1                                |
| Arabská demokratická strana | 40 788    | 1,6%    | 2                                  | 2                                |
| Neúspěšní                   | 130 990   | 5,0%    | 0                                  | 0                                |
| Celkem                      | 2 616 841 | 100%    | 120                                | 120                              |
|                             |           |         |                                    |                                  |
| Agudat Jisra'el 5           |           |         | 0                                  | 2                                |
| Degel ha-Tora 5             |           |         | 0                                  | 2                                |
| Třetí cesta 1               |           |         | 0                                  | 2                                |
| Gešer 2                     |           |         | 0                                  | 2                                |
| Atid 3                      |           |         | 0                                  | 2                                |
| Ji'ud 3                     |           |         | 0                                  | 1                                |
| Jamin Jisra'e 6             |           |         | 0                                  | 1                                |
| Josef Azran 4               |           |         | 0                                  | 1                                |
| Efrajim Gur 2               |           |         | 0                                  | 1                                |
| Nava Arad 1                 |           |         | 0                                  | 1                                |
| Josef Bagad 6               |           |         | 0                                  | 1                                |

1Od Strany práce se vyčlenila Třetí cesta a Nava Arad

2 Od Likudu se vyčlenili Gešer a Efrajim Gur

3 Ze strany Comet se vyčlenil Ji'ud a poté se od Ji'udu vyčlenil Atid

4 Josef Azran opustil Šas

5 Jednotný judaismus Tóry se rozdělil na Agudat Jisra'el a Degel ha-Tora

6 Jamin Jisra'el a Josef Bagad opustili stranu Moledet

### Neúspěšní
Následující strany, které se zúčastnily voleb nepřekročily volební práh 1,5 %:
- Ge'ulat Jisra'el
- Nová liberální strana
- Progresivní kandidátka pro mír
- Techija
- Tóra a země

## Třináctý Kneset
Jicchak Rabin ze Strany práce sestavil 13. června 1992 v pořadí 25. vládu složenou ze Strany práce a stran Merec a Šas, která měla 17 ministrů. Vládu podporovaly i strany Chadaš a Arabská demokratická strana a to přesto, že nebyly součástí koalice. Šas opustil koalici v září 1993 a Jiud do ní vstoupil v lednu 1995.
Rabinova vláda dělala v mírovém procesu mimořádné pokroky. V roce 1993 došlo k podepsání mírových dohod z Osla s předsedou OOP Jásirem Arafatem a v roce 1994 byla podepsána Izraelsko-jordánská mírová smlouva. Ochota vlády k uzavření míru se Sýrií výměnou za vzdání se Golanských výšin vedla Avigdora Kahalaniho a Emanuela Zismana k odchodu ze strany a vytvoření strany Nová cesta.
Po Rabinově vraždě 4. listopadu 1995 se stal premiérem Šimon Peres, který 22. listopadu sestavil novou vládu. Jeho koalice se stejně jako ta předešlá sestávala ze Strany práce a stran Merec a Ji'ud. Na rok 1996 vyvolal Peres předčasné volby, aby získal mandát k pokračování mírového procesu.